# NGC 6339
NGC 6339 је спирална галаксија у сазвежђу Херкул која се налази на NGC листи објеката дубоког неба.
Деклинација објекта је + 40° 50' 42" а ректасцензија 17h 17m 6,6s. Привидна величина (магнитуда) објекта NGC 6339 износи 12,7 а фотографска магнитуда 13,4. Налази се на удаљености од 32,599 милиона парсека од Сунца. NGC 6339 је још познат и под ознакама UGC 10790, MCG 7-35-59, CGCG 225-92, IRAS 17155+4053, PGC 60003.